# Ilarij

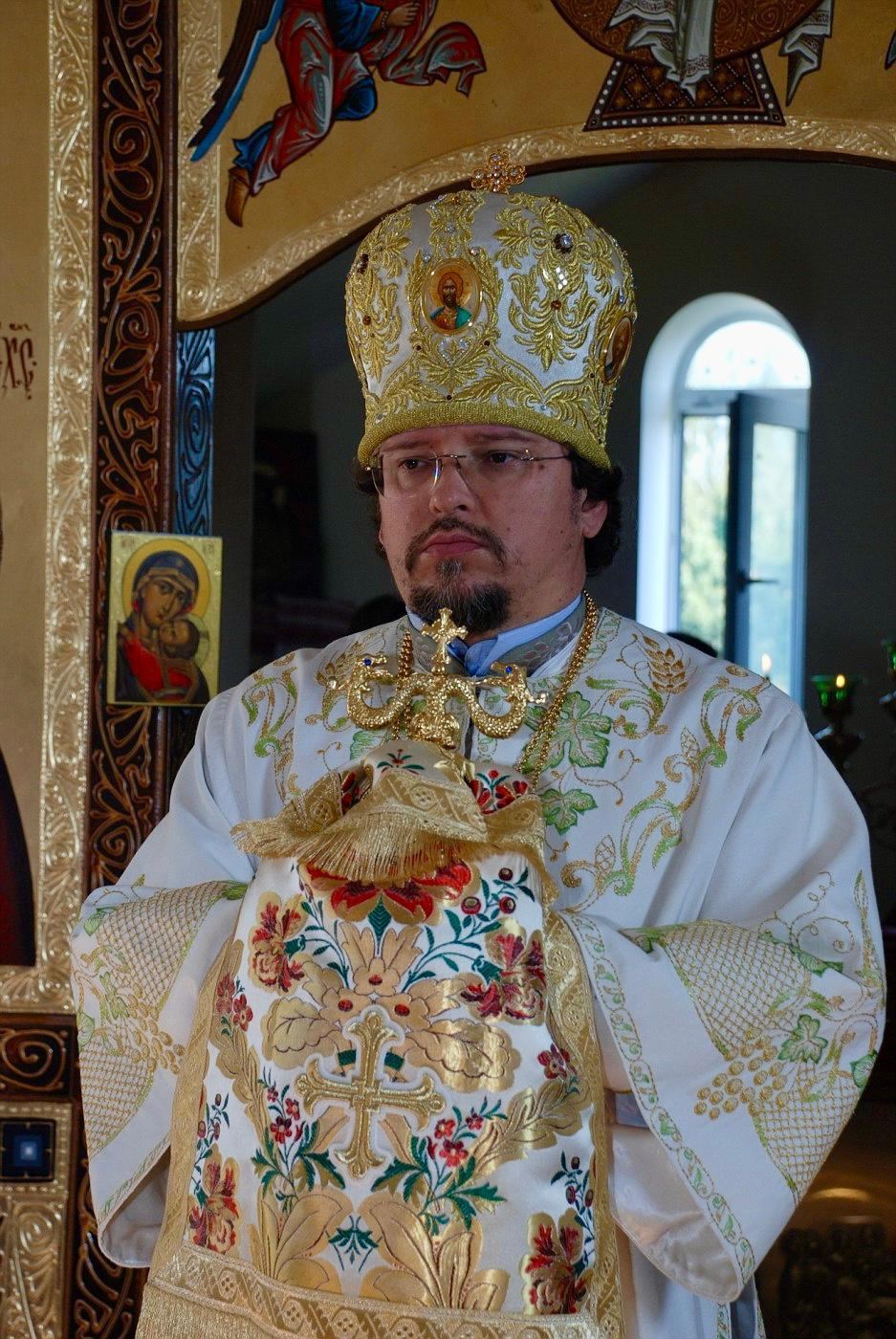
Erzbischof Hilarius Schyschkiwskyj

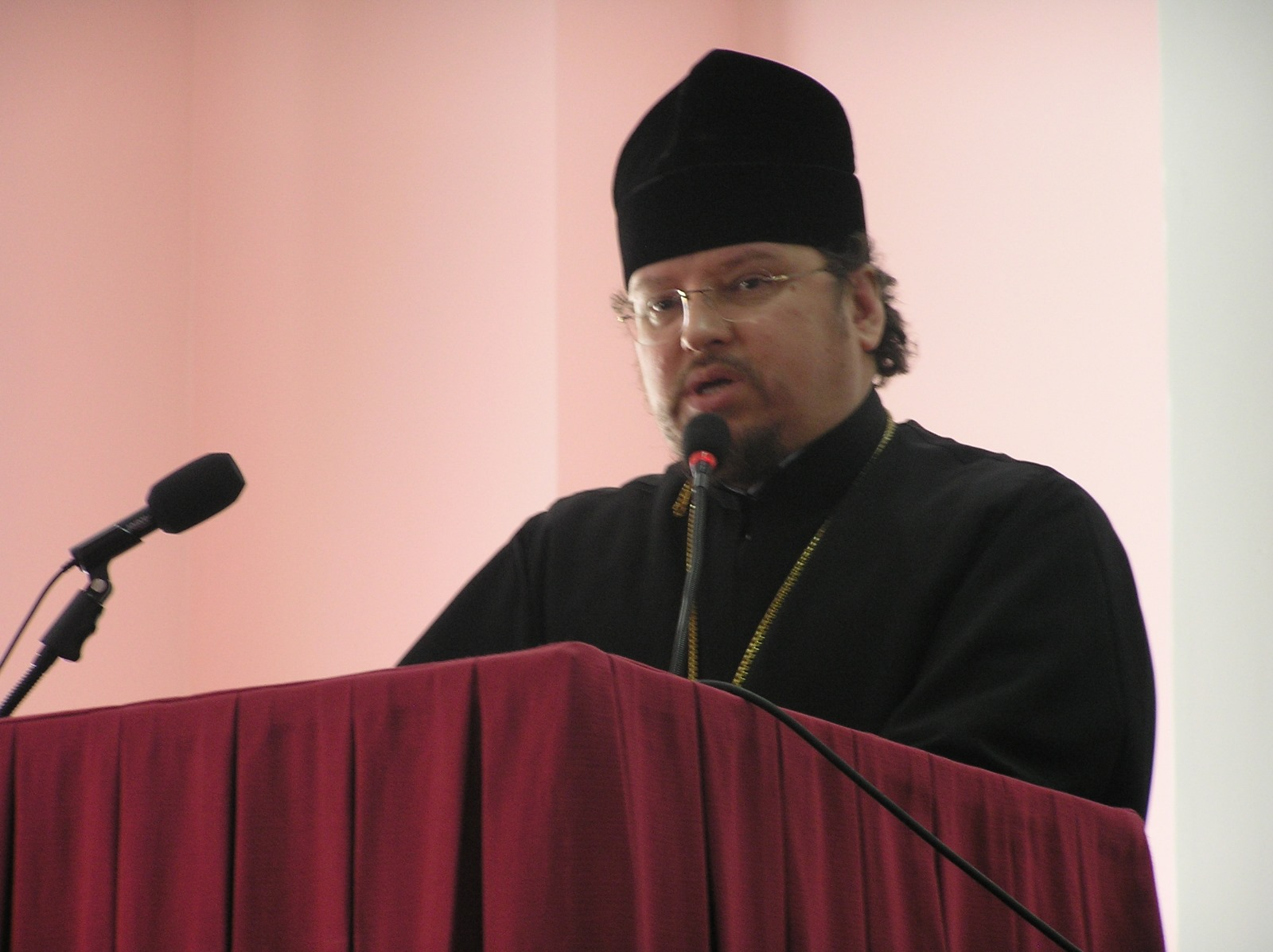
Auf der Konferenz in Kiew

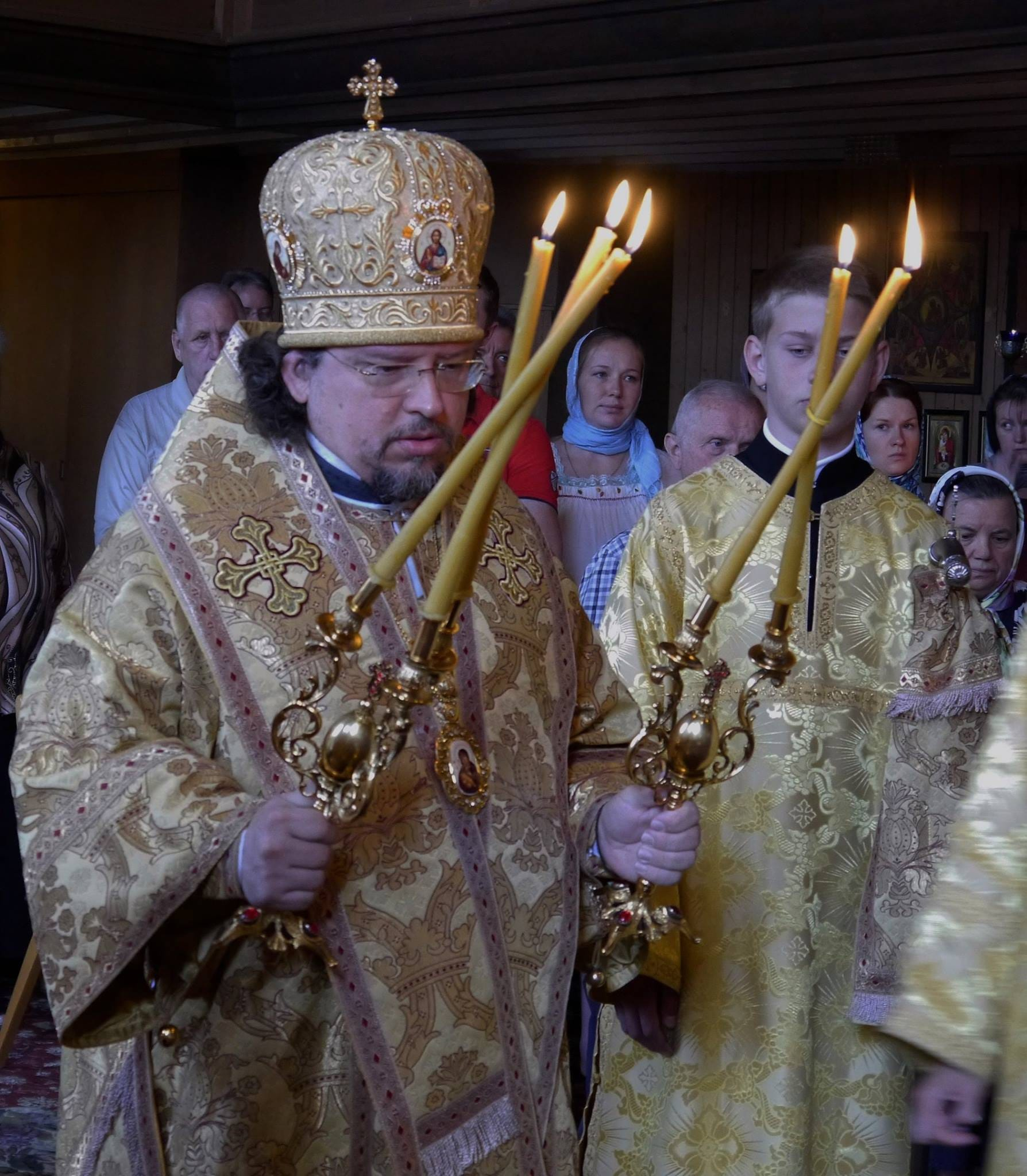
Bischof Ilarij bei der Göttlichen Liturgie in Stuttgart

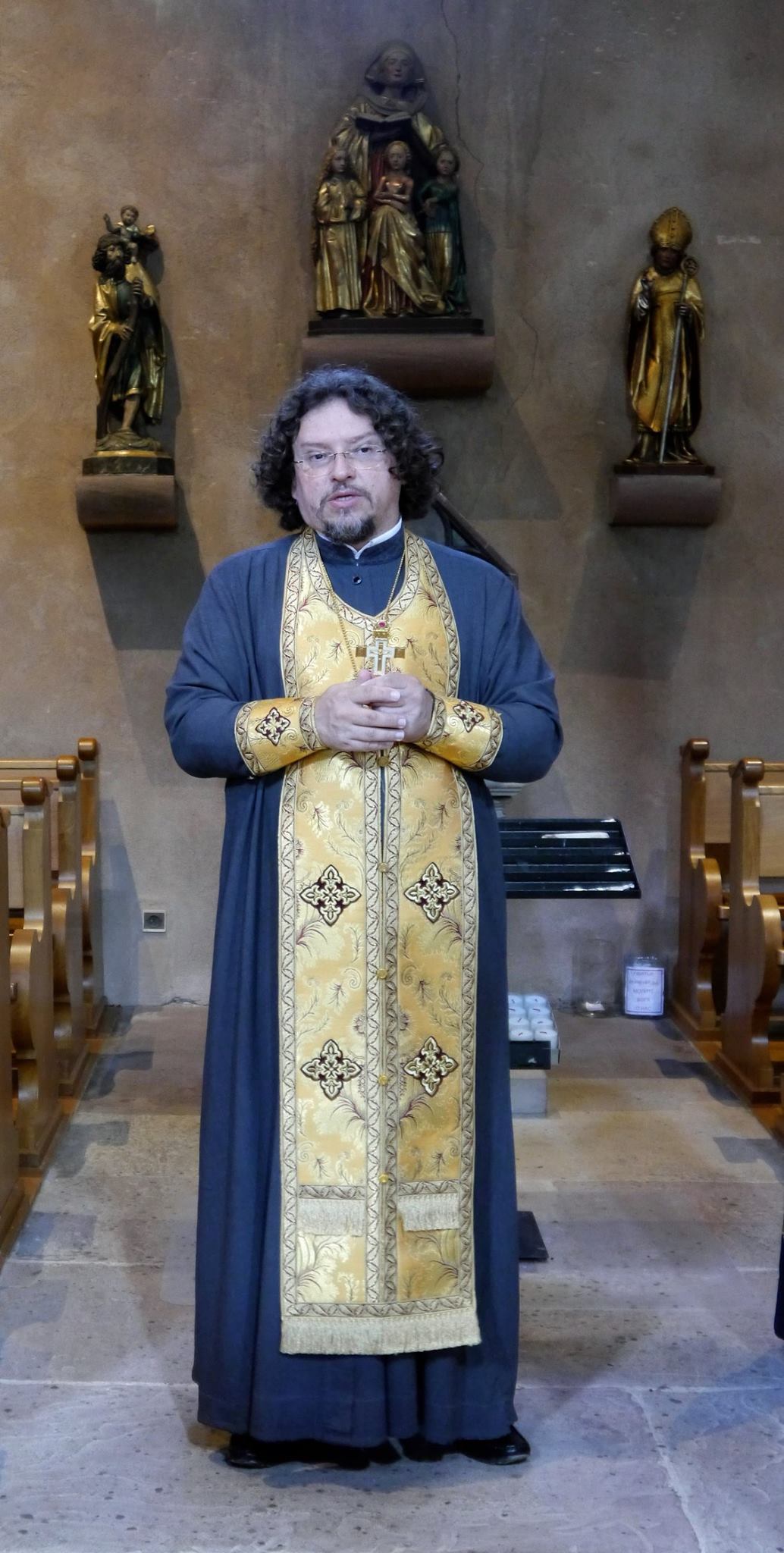
Erzbischof Ilarij leitete in Eschau (Frankreich) einen Gebetsgottesdienst in der Kirche der Heiligen Trophime vor den Reliquien der heiligen Märtyrerin Sophia.

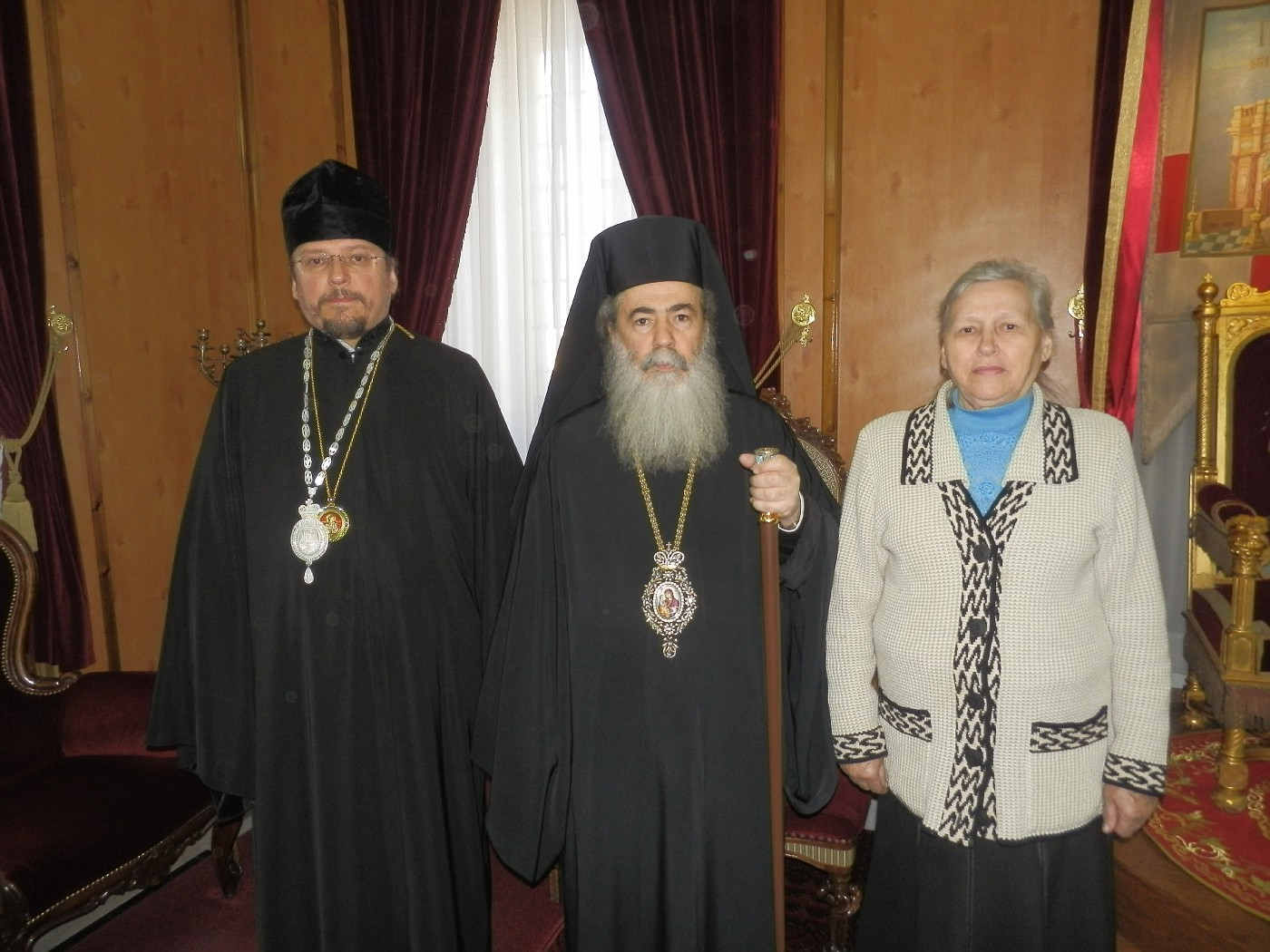
Bischof Ilarij traf sich mit Patriarch Theophilos III. im Heiligen Land.

Ilarij (ukrainisch Іларій; weltlicher Name Eduard Stepanowitsch Schischkowskij, russisch Эдуард Степанович Шишковский, Eduard Stepanowytsch Schyschkiwskyj, Едуард Степанович Шишківський; * 18. April 1969 in Mykolajiw, Ukrainische SSR; † 16. März 2018 in Kiew, Ukraine) war ein Erzpriester der Ukrainisch-Orthodoxen Kirche Moskauer Patriarchats, Erzbischof von Makarow, Weihbischof der Kiewer Diözese, Rektor der Schule für Katechese und Dirigenten und der Schule für Ikonographie der Kiewer Diözese. Erzbischof Ilarij vertrat oft die Ukrainische Orthodoxe Kirche in zwischenkirchlichen und wissenschaftlichen Veranstaltungen, sowohl in der Ukraine als auch außerhalb.

## Biographie
Geboren in eine gläubige Familie wurde er am 9. Juni 1969 in der Mykolajiwer Kirche der Allerheiligen mit dem Namen Ioann (Johannes) getauft. Ab 1976 besuchte er die Mittelschule №14 in Mykolajiw. 1980, nach Umzug in die Stadt Brjanka in der Oblast Luhansk, wechselte er zur Mittelschule №10, die er nach sechs Jahren beendete. Seine Schulbildung setzte er an der beruflichen Schule №18 fort und beendete sie im Juli 1987 mit einer Auszeichnung. Von Juli 1987 bis Juni 1988 arbeitete er als Bohrungsassistent bei der „Lenin geologische Expedition“.
Vom 19. Juni 1988 bis zum 29. Mai 1990 leistete er seinen Wehrdienst bei der Sowjetarmee in Saratow ab. Daran folgend besuchte er die Kiewer Priesterseminar und Priesterakademie, die er 1997 mit einer Auszeichnung absolvierte. Von 1996 an arbeitete er als Lehrer an der Kiewer Priesterschule.
Am 18. März 1999 promovierte er zum Thema „Ästhetisch-religiöse Ansichten Altrusslands in der Vorsynodenzeit“, wofür er mit dem Grad des Kandidaten der Glaubenslehre ausgezeichnet wurde. 1999 wurde er als Dozent der Kiewer Priesterschulen für die Glaubenslehrenfächer „Moralische Glaubenslehre“, „Altslawische Sprache“, „Religiöse Ethik“ und „Orthodoxe Ekklesiologie“ eingesetzt. Seine Beschäftigung an den Kiewer Priesterschulen begann er als Aufsichtsassistent des Aufsichtsführenden. Auch unterrichtete er Geschichte der Orthodoxie in der Rus sowie Kirchenslawisch.
Seit 1999 war er Mitglied des Gremiums der Kiewer Priesterakademie und verantwortlicher Sekretär der „Arbeiten der Kiewer Priesterakademie“. 2000 erhielt er die Mönchsweihe mit dem Namen Ilarij und wurde auch zum Priestermönch geweiht.
Im August 2000 wurde er als Leiter der Verlagsabteilung der Kiewer Metropole eingesetzt. Durch seine Hilfe wurde die „Orthodoxe Zeitung“ ins Leben gerufen. 2001 erfuhr er zum Heiligen Ostertag mit Segnung des Kiewer Metropoliten Wladimir die Weihe zum Igumen (Abt).
Ab 2002 unterrichtete er den Kurs „Die Grundlagen der christlichen Moral“ und führte die Kanzel der Glaubenslehre an, auf Basis des „Ukrainisch-Aserbaidschanischen Instituts der sozialen Wissenschaften und internationalen Beziehungen namens G. A. Alijew an der Internationalen Akademie der Personalführung“.
Im März 2003 wurde er Mitglied der aktiven Kommission für Angelegenheiten der Ethik beim Staatlichen Zentrum der Immunbiologischen Präparate. Am 21. November 2003 erfolgte mit dem Segen des Metropoliten von Kiew Wladimir die Ernennung zum Archimandriten. Am 28. Januar 2005 wurde er als Sekretär des Gremiums der Kiewer Priesterschulen eingesetzt; am 30. März 2007 als deren Prorektor. Nach Beschluss der Heiligen Synode der Ukrainischen Orthodoxen Kirche folgte am 10. Juni 2007 die Ernennung zum Sekretär des Gremiums bei der Heiligen Synode der Ukrainischen Orthodoxen Kirche.

### Erzbischöfliches Amt
Am 27. Juli 2007 wurde er nach Beschluss der Heiligen Synode der Ukrainischen Orthodoxen Kirche als Bischof von Sewerodonezk und Starobeljsk ausgewählt.
In der Residenz des Metropoliten Wladimir von Kiew und der ganzen Ukraine wurde Archimandrit Ilarij am 28. Juli des gleichen Jahres in den Rang des Bischofs von Sewerodonezk erhoben und von diesem am 29. Juli 2007 im Kiewer Höhlenkloster als Bischof von Sewerodonezk und Starobeljsk geweiht. Nach Beschluss der Heiligen Synode der Ukrainischen Kirche vom 14. Dezember 2007 wurde er an die Kanzel von Sumy versetzt.
Durch Beschluss der Synode vom 11. November 2008 wurde Bischof Ilarij wurde zur Diözese Cherson und Taurien versetzt (Journal №103) und gleichzeitig zum Leiter der Synodenabteilung der religiösen Bildung und Katechese der Ukrainischen Orthodoxen Kirche ernannt (Journal №104).
Seine Ernennung zum Bischof von Makariw und zum Weihbischof der Kiewer Metropole erfolgte am 17. November 2008 auf Beschluss der Synode (Tagungsjournal №108). Durch denselben Beschluss hat die Synode den Segen für die Eröffnung der geistlichen Schule für Katechese und Dirigenz und der Schule für Ikonographie in der Kiewer Diözese gegeben. Als Rektor wurde Bischof Ilarij ernannt (Journal №109).
Am 23. Dezember 2010 wurde er Vorstandsvorsitzender des Komitees für Bioethik und ethische Angelegenheiten der Heiligen Synode der Ukrainischen Orthodoxen Kirche. Bischof Ilarij wurde auch mit der Leitung des neugegründeten Makariwski Weihbischofsamts der Kiewer Diözese beauftragt. Die Heiligen Synode der Ukrainischen Orthodoxen Kirche beschloss auf ihrer Sitzung am 10. Februar 2011, Bischof Ilarij von Makariw, Weihbischof der Kiewer Metropole vom Posten des Vorstandsvorsitzenden der Synodenabteilung der religiösen Bildung und Katechese der Ukrainischen Orthodoxen Kirche zu befreien.
Am 27. März 2011 nahm er an einer Griechisch-Katholischen Liturgie und Inthronisation des Oberhaupts der Ukrainischen griechisch-katholischen Kirche Swjatoslaw Schewtschuk teil, dem er im Namen des Metropoliten von Kiew Wladimir gratulierte.
Vom 11. bis 13. September 2011 nahm er an der internationalen Begegnung „Zusammen leben – unser Schicksal. Religionen und Kulturen im Dialog“ in München teil. Die von der Gemeinschaft Sant’Egidio und der Erzdiözese München und Freising organisierte Veranstaltung versammelte religiöse Führer aus aller Welt, die sich für den Frieden einsetzen.
Im Mai 2012 leitete der Bischof einen Gottesdienst in der Kirche der Verklärung Christi in Baden-Baden.
Am 25. September 2013 wurde er im Zusammenhang mit der Reorganisation des Makarjewski Weihbischofsamts dessen Leiter. Am 16. September 2014 wurde das von ihm geleitete Komitee für Bioethik und ethische Angelegenheiten bei der Heiligen Synode der Ukrainischen Orthodoxen Kirche aufgelöst.
Anlässlich seiner Dienstreise in das Heilige Land hatte Seine Exzellenz Bischof Ilarij im Jahr 2015 die Ehre, Seine Seligkeit Patriarch Theophilos III. von Jerusalem zu treffen.
Am 17. August 2015 wurde Bischof Ilarij auf einer Liturgie während des Kleinen Einzugs von Metropoliten Onufrij die Amtswürde des Erzbischofs verliehen.
Im Rahmen seines Amtes als Erzbischof des Moskauer Patriarchats leitete er auch mehrere Gottesdienste in orthodoxen Gemeinden in Deutschland, so am 21. August 2016 in der Stuttgarter „Russisch-Orthodoxen Kirchengemeinde des Heiligen Propheten Elias“.
Am 23. August 2016 feierte Erzbischof Ilarij, Administrator des Makarovsky-Vikariats, in der Stadt Eschau (Frankreich) einen Gebetsgottesdienst in der Kirche des Heiligen Trophimus vor den Reliquien der heiligen Märtyrerin Sophia.
Am 4. Januar 2018 wurde er im Zusammenhang mit der Reorganisation der Weihbischofsämter in der Kiewer Diözese „zwecks effektiver kirchlich-administrativer Verwaltung von Kirchengemeinden“ als Leiter des Weihbischofsamts von Byschewsk der Diözesen von Byschew, Makariw und Fastiw ernannt.

### Tod und Beerdigung
Erzbischof Ilarij erlitt am 10. März 2018 ein Aneurysma und einen Schlaganfall und fiel ins Koma. Auf der Intensivstation der Kiewer Klinik „Boris“ verstarb er am 16. März 2018 gegen 14 Uhr infolge des Schlaganfalls im Koma.
Am 17. März 2018 feierte der Metropolit Pawel von Wyschgorod und Tschernobyl eine totengedenkende Liturgie und Begräbnisfeier für Erzbischof Ilarij. Er ist auf dem Brüderfriedhof in der Klosterskite Petscherskaja Ikone der Gottesmutter begraben worden.
Mit dem Segen von Metropolit Pavel (Lebed) wurde nach dem Tod von Vladyka Ilarij ein Buch mit seinen Predigten veröffentlicht: "Predigten. Erzbischof Ilarij von Schischkowski".

## Auszeichnungen
- Orden des Heiligen Iow von Potschajew des 3. Grads – 17. August 2017